# Atherix androgyna
Atherix androgyna är en tvåvingeart som först beskrevs av Mario Bezzi 1926.  Atherix androgyna ingår i släktet Atherix och familjen bäckflugor. Inga underarter finns listade i Catalogue of Life.